# Von Obernburg

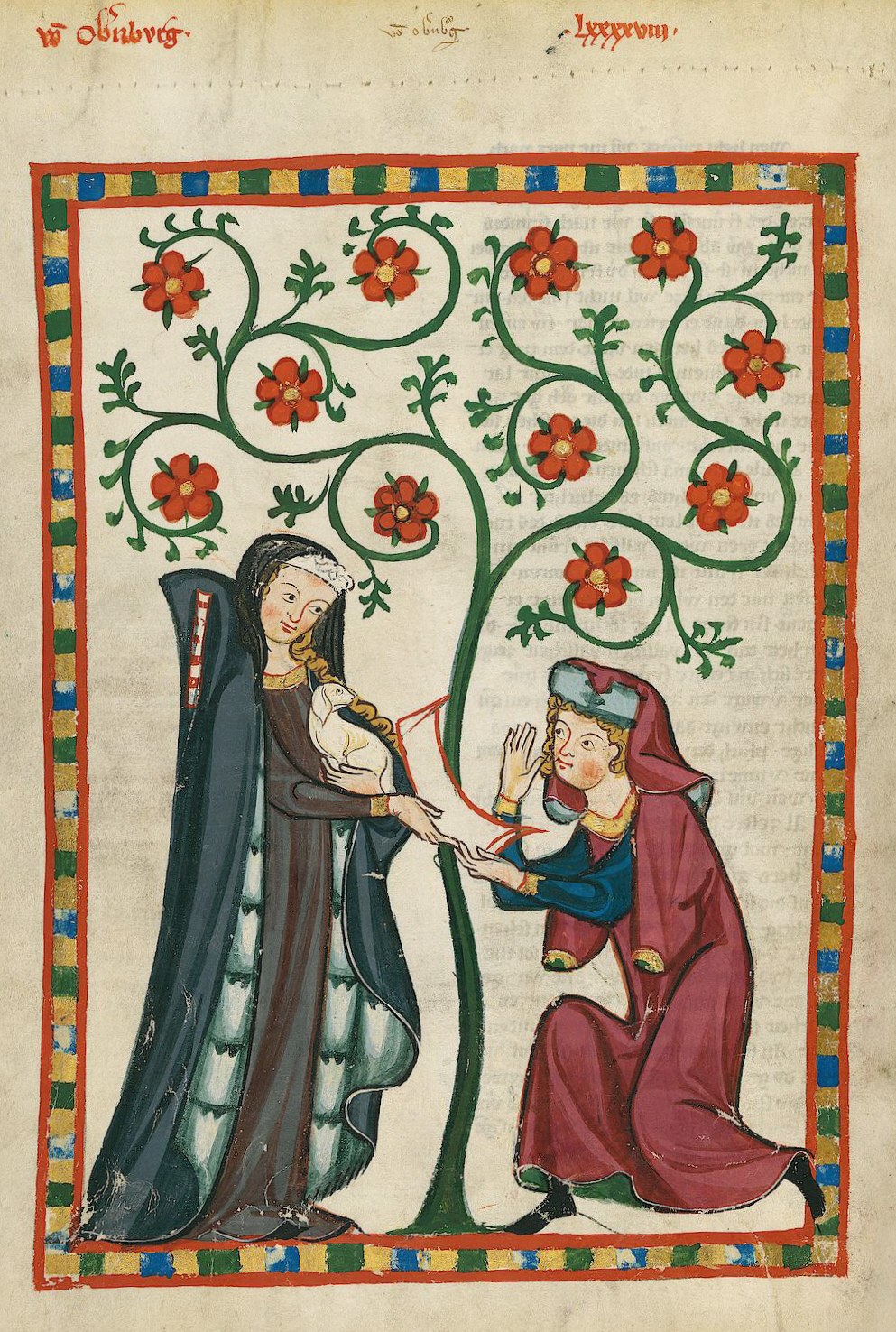
„Von Obernburg“, Miniatur im Codex Manesse, fol. 342v

Ein von Obernburg, dessen Vorname unbekannt ist, erscheint im Codex Manesse als Minnesänger. Da auf der Miniatur im Codex Manesse kein Wappen dargestellt ist, wie auch auf einigen anderen Miniaturen, ist es schwierig eine Aussage über seine Herkunft zu machen. Weil auch die Bezeichnung „her“ (Herr) fehlt, wird angenommen, dass er nicht von adliger Abkunft war, obwohl er in einem kostbaren, damals nur dem Adel vorbehaltenen Gewand abgebildet wurde. Die Reihenfolge der 140 in der Codex Manesse aufgeführten Minnesänger (137 davon in einer Miniatur dargestellt) liegt einer ständischen Rangordnung zugrunde. So steht am Anfang Kaiser Heinrich VI., der Sohn Friedrich Barbarossas. Es folgen Könige, Herzöge, Markgrafen, Grafen, Freiherren und Ministerialen und schließlich Bürgerliche. Von Obernburg erscheint im 97. Abschnitt und reiht sich in den niederen Adel ein. Friedrich Heinrich von der Hagen äußerte allerdings die Vermutung, dass der Minnesänger aus dem Ort Oberburg (Gornji Grad) in der Untersteiermark stammte und Ministeriale des dortigen Stifts gewesen sei, weist aber nicht nach, dass dieses Geschlecht Mitte des 13. Jahrhunderts dort bereits unter dem Namen von Oberburg florierte. Viel wahrscheinlicher ist eine Zuordnung im Kyburger Ministerialengeschlecht von Oberburg in der Nähe von Burgdorf im Kanton Bern, Schweiz, weil dort zumindest aufgrund der Nähe zum „gewaltigen Grafen von Kyburg-Burgdorf“ auch einen guten Nährboden für die Entfaltung eines adeligen Minnesängers vorhanden war. Frank Wunderlich merkt an, von Obernburgs Sprache sei rein, ohne mundartliche oder regionaltypische Merkmale, deshalb könne er auch aufgrund seiner Sprache regional nicht eingeordnet werden; auch fehlten für eine zeitliche Einordnung in seinen Texten entsprechende orts- und personenbezogene Angaben. Es wird angenommen, dass seine Lieder nicht vor der Mitte des 13. Jahrhunderts entstanden sind.

## Bildinterpretation
Auf der Miniatur des Codex Manesse sind als wesentliche Elemente eine Fülle von roten Rosen, darunter links eine stehende Frauengestalt, einen kleinen Hund im linken Arm haltend, und rechts von der Frau kniend der Minnesänger von Obernburg dargestellt.
Ingo F. Walther interpretiert das Bild sinngemäß folgendermaßen: Das dunkle Gewand und das schleierartige Tuch über dem Gebende der Dame könnte ein Hinweis auf ein geistliches Amt und der „Goldbesatz an Hals und Ärmeln“ ein Kennzeichen für adlige Abkunft sein. Das Schoßhündchen wird als ein Attribut der höfischen Damen jener Zeit gedeutet. Die kniende Haltung des jungen Mannes in ritterlicher Gewandung weise auf eine demütige Haltung hin, die eine Unterwerfungsgeste zwischen Herr und Vasall kennzeichnete. Seine erhobene rechte Hand drücke zugleich Gruß und Huldigung aus. Mit der Linken überreicht der junge Mann der Dame einen Brief in Form eines verkleinerten Schriftbandes als Zeichen seines Werbens und seiner Minne. Der Baum mit den roten Blüten, dessen Stamm zwischen den Händen der beiden und dem Schriftband aufsteigt, soll die sie verbindende Minne versinnbildlichen. Eine genauere Betrachtung der Miniatur unter Berücksichtigung der Kleiderordnung in der Entstehungszeit der Codex Manesse stellt diese Interpretation jedoch in vielerlei Hinsichten in Frage.

## Minnesang
Von der Dichtung des von Obernburgs sind sieben Lieder mit 20 Strophen erhalten. Seine Dichtung wird als konventionell, ohne jegliche Individualität bezeichnet, sie weise auf die Art des höfischen Minneliedes im dritten und vierten Jahrzehnt des 13. Jahrhunderts hin: „Gewöhnliche sentimentale Liebesseufzer und Bitten, das hergebrachte Spielen mit Hoffen, Wünschen und Verzweiflung, volltönendes Lob der Frauenschönheit, Natureingang – alles ohne Originalität. Reminiszenzen an den älteren Reinmar und Walther von der Vogelweide fallen besonders auf.“. Allerdings kann man den Liedern formale Kunstfertigkeit zusprechen: „Die Verwendung des Refrains, die Freude an Wortspielen sowie vor allem die Beherrschung kunstvoller Reimtechniken weisen den von Obernburg als begabten Formkünstler aus.“ (R. Hausner)

## Vorkommen des Namens von Obernburg
Eine schlüssige Beweisführung über die Herkunft des Minnesängers ist aufgrund der bisher bekannten Urkunden und Akten zurzeit nicht möglich. Zu beachten dürften auch die unterschiedlichen Namensbezeichnungen „Obernburg“, Oberburg und „von Oberburg“ sein. Oberburg als Geschlechtsname kommt nur in der Schweiz und in der Untersteiermark vor. Als Ortsname kommt Oberburg in der Schweiz, in Bayern, in Hessen, und im ehemaligen Herzogtum Krain vor. Weitere Nachforschungen nach einer Korrelation zwischen topografischen Bezeichnungen und dem Geschlechtsnamen von Ober(n)burg konnten keine Anhaltspunkte sichtbar machen.
Walter Leuenberger, ein Heimatforscher aus Oberdorf BE, nimmt an, dass der Minnesänger von Obernburg ein kiburgischer Ministeriale war. Diese These wird untermauert durch verschiedene Urkunden und die Tatsache, dass der erste aktenkundige von Oberburg ursprünglich „Wiman“ genannt wurde. Das Geschlecht Wiman war in direkter Nähe der Kyburg in der Stadt Winterthur ansässig. (Siehe auch unter: Vorkommen in der Schweiz nach Stettler – „Joh. von Oberburg, dictus Wiman, der 1240...“).

### Vorkommen nach Ingo F. Walther
Ingo F. Walther schreibt, dass die Herkunft des Minnesängers ungewiss sei. Als mögliche Abstammung nennt er die Burggrafen von Oberburg, die um die Mitte des 13. Jahrhunderts in der Untersteiermark westlich von Cilli bezeugt sein sollen. Von Pirchegger wissen wir, dass der größte Teil des oberen Sanntales Mitte des 12. Jahrhunderts dem Hochfreien Diebald von Chager und seiner Frau Truta gehörte. Um 1140 übergaben sie diesen Besitz an den Patriarchen von Aquileja und stifteten mit ihm zusammen das Benediktinerkloster Oberburg. Im Zuge dieser Übergabe kam auch die Feste Oberburg samt der ritterlichen Mannschaft des Chagers, etwa 100 Ministerialen mit ihren Familien an Aquileia. In einer Urkunde des Patriarchen aus dem Jahre 1243 wird das „alte“ Schloss – antiquum castrum – Oberburg erwähnt, das auf dem Hügel Gradische (Gradišče) am Drietbach (Dreta) gelegen haben soll, wo noch im Jahre 1820 Mauerreste sichtbar waren. Die Existenz eines Geschlechtes von Oberburg wurde aber im 13. Jahrhundert in dieser Gegend von keiner der Autoren urkundlich nachgewiesen.

### Vorkommen in der Schweiz nach Stettler
Der Schweizer Historiker und Publizist Karl Ludwig Stettler (1773–1858) verfasste neben zahlreichen anderen Arbeiten auch das 6 Bände umfassende Werk Genealogien der Bernergeschlechter, das als Manuskript erhalten geblieben ist. Dort berichtet Stettler auch von einem Geschlecht von Oberburg und bezeichnet das Dorf Oberburg im Tal der Emme 2 km südlich von Burgdorfs als den Stammort – gemeint ist sicherlich der Stammsitz – eines Geschlechts freier Landbesitzer, „unbekannt zwar der Geschichte, aber doch einst durch ziemlich bedeutenden Güterbesitz nicht ohne einiges Ansehen unter der Bürgerschaft des alten Hauptsitzes der gewaltigen Grafen von Kyburg-Burgdorf.“. Nach Stettler gehörten die Oberburg dem Adelsstand an. Dieses „alte“ Geschlecht erlosch jedoch schon um die Mitte des 14. Jahrhunderts. Eine Linie des Hauses soll aber auch zu Bern „verburgert“ gewesen sein und dort bis Anfang des 17. Jahrhunderts gelebt haben.
Stettler überlieferte auch das Wappen der Oberburg:
Im silbernen Schild zwei schwarze Balken. Auf dem Schild ein Bügelhelm. Helmzier: Ein schwarz-weißer geschlossener Flug. Helmdecken: schwarz-weiß. Die geäußerte Ähnlichkeit dieses Wappens mit demjenigen der Krainer von Oberburg hält aus heraldischer Sicht nicht stand. Während das Berner Oberburg-Wappen zwei schwarze Balken im silbernen Schild führt, stellt man beim slowenischen Oberburg-Wappen fest, dass der Schild von weiß und schwarz schräg links geteilt ist und zwei zur Mitte hin abgekürzte Schräglinksbalken in abwechselnden Farben aufweist.
Stettler nennt als Vertreter des Geschlechts von Oberburg:
- Johann von Oberburg, genannt Wiman, der 1240 mit Einwilligung seines Lehnsherrn, des Grafen von Kyburg, einige seiner Güter an das Kloster Interlaken verkauft hat. Sein Stiefvater war Rudolf von Buchsee.
- Rudolf erscheint 1257 in einer Urkunde der Grafen von Kyburg als „quondam scultetus“ (einstiger Schultheiß). Mit diesem Amt wurden nur die vornehmsten gräflichen Dienstmannen betraut.
- Ludwig wird als „Burger zu Burgdorf“ bezeichnet, erscheint 1277 und 1297 als Zeuge, 1294 als Schultheiß zu Hutwyl.
- Rudolf, der sich in einer Urkunde von 1327 als Ludwigs sel. Sohn bezeichnet; mit seiner Frau Ita, verkaufte er einige Güter an das Kloster Interlaken.
- Johann von Oberburg, „Burger zu Bern“, erwirbt 1286 mehrere Güter zu Britenried.
- Die Brüder Ulrich und Niklas erscheinen 1328 in Urkunden als Zeugen. Niklas besaß 1347 noch einen Garten in Bern.

Die Quellen, aus denen Stettler schöpfte, sind nicht näher erläutert. Eine der wesentlichsten Quellen Stettlers bei der Forschung nach Vertretern des Geschlechts von Oberburg, scheint das Burgdorfer Jahrzeitbuch gewesen zu sein. Als weitere Quellen nennt Stettler: „Int. Doc.“ (gemeint dürften Urkunden des Klosters Interlaken sein), „St. Urban Doc.“, „Stifts Doc.“ (gemeint sind vermutlich Urkunden des Klosters Frauenkappelen) und „Hall. Sammlung“.